# Torquhil Campbell, 13. Duke of Argyll

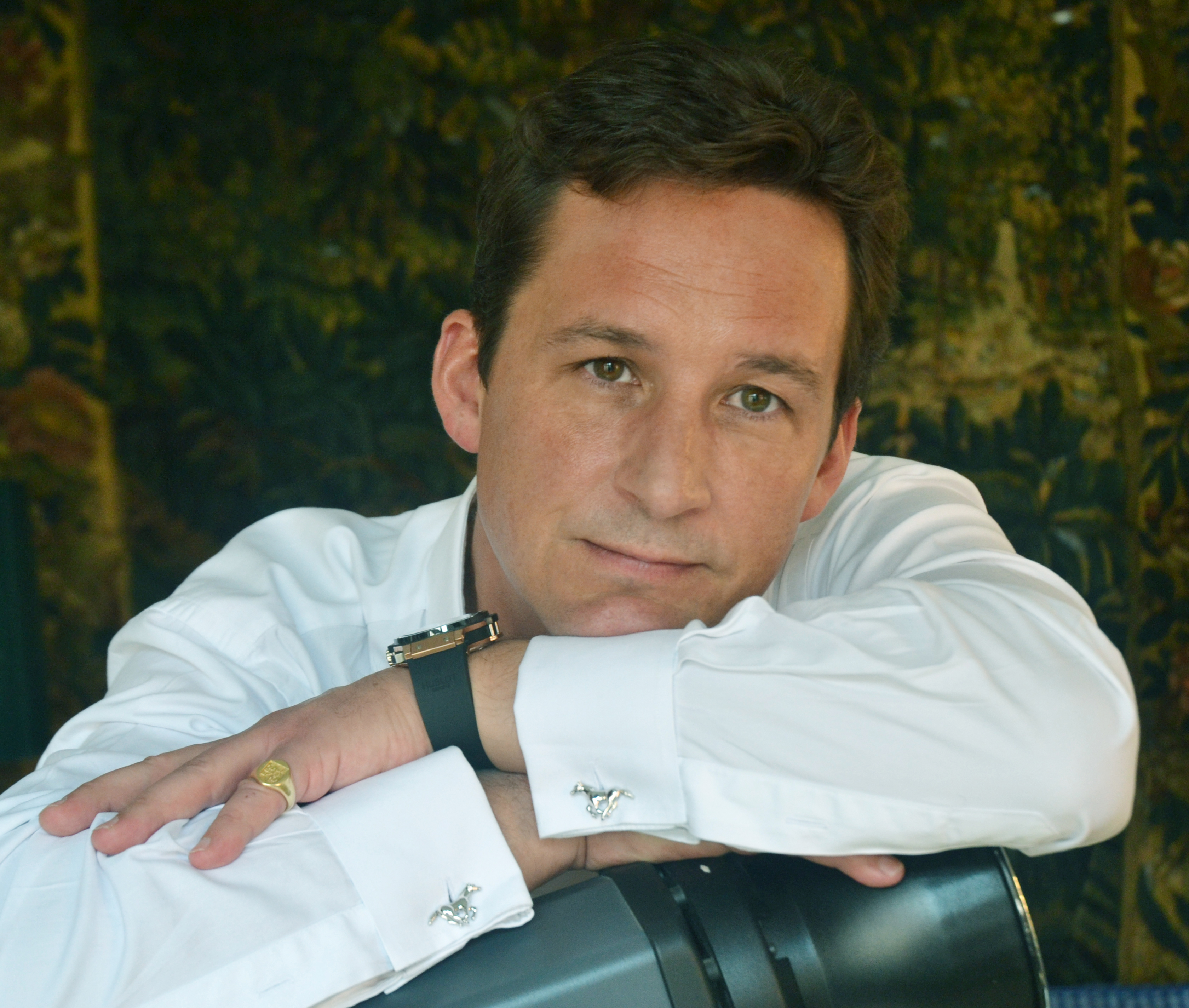
Torquhil Ian Campbell (Porträt)

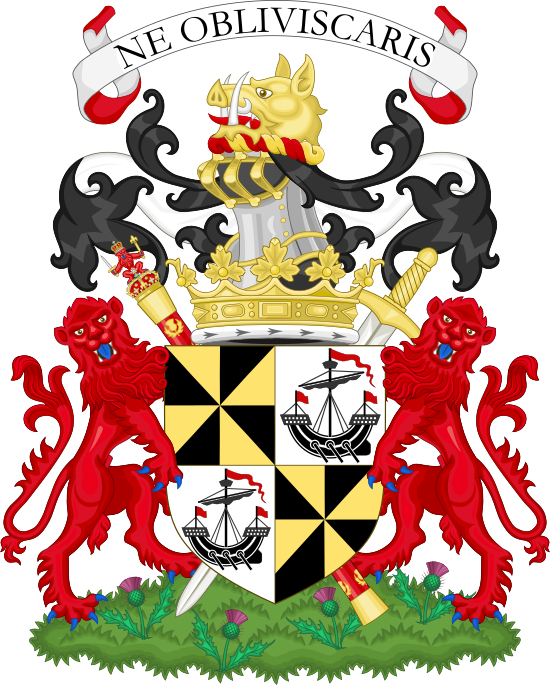
Wappen von Torquhil Campbell, 13. Duke of Argyll

Torquhil Ian Campbell, 13. Duke of Argyll (* 29. Mai 1968) ist ein schottischer Peer und Clanchef des Clan Campbell.
Bis 1973 führte er den Höflichkeitstitel Earl of Campbell, von 1973 bis 2001 den Höflichkeitstitel Marquess of Lorne. Sein Familiensitz ist Inveraray Castle.

## Leben
Ian Campell ist der älteste und einzige Sohn des Ian Campbell, 12. Duke of Argyll, aus dessen Ehe mit Iona Mary Colquhoun. Er genoss eine umfangreiche Schulbildung in zahlreichen Privatschulen, so besuchte er u. a. die Cargilfield Preparatory School in Edinburgh, das Glenalmond College bei Perth und das Royal Agricultural College in Cirencester. Er absolvierte ebenfalls die Ausbildung zum Chartered Surveyor.
Von 1981 bis 1983 diente er Königin Elisabeth II. als königlicher Ehrenpage. Anschließend wurde er Handelsvertreter, Verkäufer und Unternehmensleiter. Beim Tod seines Vaters, 2001, erbte er dessen Titel als Duke of Argyll nebst nachgeordneten weiteren Adelstiteln, die Chiefwürde des Clan Campbell, sowie die feudalen Erbämter des Haushofmeisters (Great Master of the Royal Household in Scotland) und Großsiegelbewahrers von Schottland (Keeper of the Great Seal of Scotland), Admirals der westlichen Küsten und Inseln (Admiral of the Western Coasts and Isles), Hüters (Keeper) der königlichen Burgen Dunstaffnage, Carrick, Tarbert und Dunoon, sowie Sheriffs von Argyll.
Der Duke ist ferner der Kapitän der schottischen Elefantenpolomannschaft, das Team gewann unter seiner Führung die Weltmeisterschaft in den Jahren 2004 und 2005. Ferner ist er Botschafter des französischen Wein- und Spirituosen-Konzerns Pernod Ricard.
Er ist Freeman der City of London, Mitglied der Berufsvereinigung für Whisky-Destillerien (Worshipful Company of Distillers) und Mitglied im Bund der Freimaurer.
Er ist Großmeister der Keepers of the Quaich, welche die schottische Whiskeykultur fördert und unterstützt.

## Ehe und Nachkommen
Am 8. Juni 2002 heiratete er Eleanor M. Cadbury (* 1973) in der St.-Mary’s-Kirche in Fairford. Das Ehepaar hat drei Kinder:
- Archie Frederick Campbell, Marquess of Lorne (* 2004)
- Lord Rory James Campbell (* 2006)
- Lady Charlotte Mary Campbell (* 2008).